# Eriospermum armianum
Eriospermum armianum är en sparrisväxtart som beskrevs av Pauline Lesley Perry. Eriospermum armianum ingår i släktet Eriospermum och familjen sparrisväxter. Inga underarter finns listade i Catalogue of Life.